# Giorgio Perlasca (film)
Giorgio Perlasca Perlasca. Un eroe italiano, Italiensk TV-film från 2002. Filmen är den sanna berättelsen om Giorgio Perlasca, en italienare, som befinner sig i Budapest 1944-1945, där han genom att utge sig som spansk attaché, försöker rädda livet på judar. Filmen är regisserad av Alberto Negrin.
Ej att blanda ihop med filmen om Perlasca från 1993 med liknande titel.

## Rollista (i urval)
- Luca Zingaretti - Giorgio Perlasca
- Jérôme Anger - Farkas ügyvéd
- Amanda Sandrelli - Magda
- Franco Castellano - Ádám
- Christiane Filangieri - Éva
- György Cserhalmi - Bleiber, német százados
- Dezsõ Garas - Rabbi
- Palle Granditsky - Jacob
- Mathilda May - Contessa Eleonora